# Serhiy Bouletsa
Serhiy Anatoliïovytch Bouletsa (en ukrainien : Булеца Сергій Анатолійович), né le 16 février 1999 Korytnianyen en Ukraine, est un footballeur ukrainien évoluant au poste de milieu offensif au FK Oleksandria.

## Biographie

### En club
Serhiy Bouletsa est formé au Dynamo Kiev, mais il ne débute pas en professionnel avec son club formateur, jouant davantage avec l'équipe réserve. Il est prêté lors du mercato estival 2019 au SK Dnipro-1, tout juste promu en première division ukrainienne. Il joue son premier match en professionnel avec ce club, lors de la première journée de la saison 2019-2020, face à l'Olimpik Donetsk. Il se distingue ce jour-là en inscrivant également son premier but en ouvrant le score dès la deuxième minute de jeu, avant que son coéquipier Vladyslav Soupriaha double la mise quelques minutes plus tard. La rencontre se solde par une victoire du SK Dnipro-1 (2-0).
Lors de l'été 2021 il est prêté au Zorya Louhansk.
Le 26 juillet 2023, Serhiï Bouletsa rejoint la Pologne pour s'engager avec le Zagłębie Lubin sous la forme d'un prêt d'une saison.

### En sélection
Avec les moins de 17 ans, il inscrit en mars 2016 un but contre la Finlande, puis un doublé contre la Turquie. Ces deux rencontres rentrent dans le cadre des éliminatoires du championnat d'Europe des moins de 17 ans 2016. Bouletsa participe ensuite à la phase finale du championnat d'Europe des moins de 17 ans organisée en Azerbaïdjan. Lors de cette compétition, il joue trois matchs, inscrivant un but contre l'Allemagne.
Avec les moins de 19 ans, il inscrit en octobre 2017 un but contre le Monténégro, lors des éliminatoires du championnat d'Europe des moins de 19 ans 2018. Bouletsa participe ensuite à la phase finale du championnat d'Europe des moins de 19 ans organisée en Finlande. Lors de cette compétition, il joue trois matchs, inscrivant deux buts. Il marque lors du 1er match contre la France, où il officie comme capitaine. Il marque ensuite un second but contre la Turquie. Les joueurs ukrainiens s'inclinent en demi-finale face au Portugal.
Avec les moins de 20 ans, il inscrit en mars 2019 un but lors d'un match amical contre la Corée du Sud. Il participe ensuite à la Coupe du monde des moins de 20 ans 2019 qui se déroule en Pologne. Lors de cette compétition, il joue sept matchs. Il s'illustre en inscrivant trois buts, contre les États-Unis en phase de poule, puis contre le Panama en huitièmes, et enfin face à l'Italie en demi. Il délivre également deux passes décisives en phase de poule, contre les États-Unis et le Qatar. L'Ukraine remporte le tournoi en battant la Corée du Sud en finale, avec une victoire par trois buts à un. Bouletsa se voit désigné ballon d'argent, après ses bonnes prestations dans la compétition.
Il joue son premier match avec l'équipe d'Ukraine espoirs le 6 septembre 2019 contre la Finlande. Il est titulaire lors de cette rencontre perdue par son équipe (0-2 score final).

## Statistiques
| Saison                | Club                  | Championnat           | Championnat | Championnat | Championnat | Coupe(s) nationale(s) | Coupe(s) nationale(s) | Coupe(s) nationale(s) | Compétition(s) continentale(s) | Compétition(s) continentale(s) | Compétition(s) continentale(s) | Compétition(s) continentale(s) | Total | Total | Total |
| Saison                | Club                  | Division              | M.          | B.          | P.d.        | M.                    | B.                    | P.d.                  | Comp.                          | M.                             | B.                             | P.d.                           | M.    | B.    | P.d.  |
| 2019-2020             | SK Dnipro-1 (prêt)    | Premier-Liha          | 27          | 4           | 4           | 2                     | 1                     | 0                     | -                              | -                              | -                              | -                              | 29    | 5     | 4     |
| 2020-2021             | SK Dnipro-1 (prêt)    | Premier-Liha          | 19          | 3           | 1           | 3                     | 2                     | 2                     | -                              | -                              | -                              | -                              | 22    | 5     | 3     |
| Sous-total            | Sous-total            | Sous-total            | 46          | 7           | 5           | 5                     | 3                     | 2                     | -                              | -                              | -                              | -                              | 51    | 10    | 7     |
| 2021-2022             | Zorya Louhansk (prêt) | Premier-Liha          | 16          | 2           | 3           | 1                     | 0                     | 0                     | C3+C4                          | 2+5                            | 0+0                            | 1+0                            | 24    | 2     | 4     |
| 2022-2023             | Zorya Louhansk (prêt) | Premier-Liha          | 28          | 7           | 9           | -                     | -                     | -                     | C4                             | 2                              | 0                              | 0                              | 30    | 7     | 9     |
| Sous-total            | Sous-total            | Sous-total            | 44          | 9           | 12          | 1                     | 0                     | 0                     | -                              | 9                              | 0                              | 1                              | 54    | 9     | 13    |
| 2023-2024             | Zagłębie Lubin (prêt) | Ekstraklasa           | 28          | 1           | 4           | 1                     | 0                     | 0                     | -                              | -                              | -                              | -                              | 29    | 1     | 4     |
| 2024-2025             | Lechia Gdańsk (prêt)  | Ekstraklasa           | 1           | 0           | 0           | -                     | -                     | -                     | -                              | -                              | -                              | -                              | 1     | 0     | 0     |
| Total sur la carrière | Total sur la carrière | Total sur la carrière | 119         | 17          | 21          | 7                     | 3                     | 2                     | -                              | 9                              | 0                              | 1                              | 135   | 20    | 24    |

## Palmarès

### En sélection

#### Ukraine -20 ans
- Vainqueur de la Coupe du monde des moins de 20 ans en 2019